# Mammillaria guillauminiana
Mammillaria guillauminiana ist eine Pflanzenart aus der Gattung Mammillaria in der Familie der Kakteengewächse (Cactaceae). Das Artepitheton ehrt den französischen Botaniker André Guillaumin (1885–1974).

## Beschreibung
Mammillaria guillauminiana wächst einzeln oder in Gruppen und bildet eine Pfahlwurzel. Die kugelförmigen hellgrünen Triebe erreichen Wuchshöhen von bis 5,5 Zentimetern und ebensolche Durchmesser. Ihre Warzen sind konisch, die Axillen kahl. Die 4 bis 5 braunen, bis 6 Millimeter langen Mitteldornen sind an der Spitze dunkler. Der untere Mitteldorn ist gehakt. Die 30 bis 32 borstenartigen weißen Randdornen sind 6 bis 7 Millimeter lang.
Die weißen Blüten haben einen rosafarbenen Mittelstreifen, sind 8 bis 10 Millimeter lang und erreichen ebensolche Durchmesser. Die roten Früchte enthalten schwarze Samen.

## Verbreitung, Systematik und Gefährdung
Mammillaria guillauminiana ist in den mexikanischen Bundesstaaten Durango und Sinaloa verbreitet. 
Die Erstbeschreibung erfolgte 1952 durch Curt Backeberg. Ein nomenklatorisches Synonym ist Mammillaria mercandensis var. guillauminiana (Backeb.) Repp. (1987).
Mammillaria guillauminiana wurde in der Roten Liste gefährdeter Arten der IUCN von 2002 als „Extinct in the Wild (EW)“, d. h. als in der Natur ausgestorben, eingestuft. Im Jahr 2003 wurde die Art jedoch durch Betty und W. A. Fitz-Maurice in der Natur wieder aufgefunden. Danach wurde die Population nicht wieder untersucht, so dass die Art im Jahr 2013 als  „Data Deficient (DD)“, d. h. mit keinen ausreichenden Daten geführt wird.

## Nachweise